# Kepler-25
Kepler-25 eller KOI-244, är en ensam stjärna belägen i den mellersta delen av stjärnbilden Lyran. Den har en skenbar magnitud av ca 10,62 och kräver ett teleskop för att kunna observeras. Baserat på parallax enligt Gaia Data Release 2 på ca 4,08 mas, beräknas den befinna sig på ett avstånd på ca 800 ljusår (ca 245 parsek) från solen. Den rör sig närmare solen med en heliocentrisk radialhastighet på ca -9 km/s.

## Egenskaper
Kepler-25 är en gul till vit stjärna i huvudserien av spektralklass F V. Den har en massa som är ca 1,16 solmassa, en radie som är ca 1,3 solradie och utsänder energi från dess fotosfär motsvarande ca 2,4 gånger solen vid en effektiv temperatur av ca 6 300 K.

## Planetsystem
År 2011 upptäckte Keplerteleskopet två kandidatplaneter som passerade framför stjärnan. Dessa planeter har mycket snäv bana men ligger ändå i 1:2 omloppsresonansen till varandra, vilket tyder på frånvaron av andra planetariska objekt i den inre delen av planetsystemen. Dessa exoplaneter bekräftades genom metoden för mätning av variation i transittid. En tredje exoplanet upptäcktes genom uppföljande mätningar av radiell hastighet och bekräftades i januari 2014.
Planeternas omloppsbanor är väl samordnade med stjärnans ekvatorialplan, med en avvikelse av 7 ± 8°.
| Planet | Massa           | Halv storaxel (AE) | Siderisk omloppstid (d) | Excentricitet          | Inklination         | Radie            |
| ------ | --------------- | ------------------ | ----------------------- | ---------------------- | ------------------- | ---------------- |
| b      | 8,7 +2,5−3,6 M🜨 | 0,068              | 6,238297 ± 0,000017     | 0,029 ± 0,0017         | 92,827 +0,084−0,083 | 2,748 ± 0,035 R🜨 |
| c      | 15,2 ± 1,3 M🜨   | 0,11               | 12,7207 ± 0,0001        | 0,0061 + 0,0049−0,0041 | 92,764 +0,042−0,039 | 5,217 ± 0,065 R🜨 |
| d      | 71,9 ± 9,8 M🜨   | -                  | 122,4 +0,0−0,07         | 0,13 +0,13−0,09        | -                   | -                |